# Raphaël Rebibo
Raphaël Rebibo (en hébreu רפאל רביבו) est un réalisateur, scénariste et producteur de cinéma franco-israélien né à Casablanca le 20 juin 1942.

## Biographie
Diplômé de la promotion 1970 de l’Institut du cinéma et de la photographie de Jérusalem (classe réalisation et production), Raphaël Rebibo a vécu et travaillé à Genève comme photographe de plateau, assistant opérateur, cadreur, assistant réalisateur. Il est, en 1973, producteur exécutif du Le Troisième Cri, premier long métrage d'Igaal Niddam. Le film suisse reçoit le grand prix du Festival international des Pays francophones à Dinard.
En 1974, il est producteur délégué du film Les Divorcés (Le Haut Mal), long-métrage suisse de Louis Grospierre, produit par Jean-Louis Misar.
En 1975, il écrit, réalise et produit son premier long-métrage, La Bulle, film suisse qui reçoit le Golden Dove Award au festival des Amériques de Saint-Thomas en 1977 et une critique dithyrambique de la presse israélienne.
En 1984, il réalise en Israël Edut Me'Ones, avec Anat Atzmon, l'une des plus grandes stars du pays, et Uri Gavriel.
En 1989, il assure la direction et la production exécutive de Makom L'yad Hayam, film israélien culte, avec Anat Zahor et Alon Abutbul.
Avec sa société Régo Films, il a distribué plusieurs films dont, en Israël à travers Gelfand Films, Padre padrone des Frères Taviani, et en Suisse, à travers Idéal films, Te souviens-tu de Dolly Bell ? et Papa est en voyage d'affaires d'Emir Kusturica ainsi que Yes, Giorgio, l'unique film avec Pavarotti, produit par la Metro-Goldwyn-Mayer.
En 1997, il crée Magora Productions avec Martine Fitoussi, une société de productions de films dotée d'un département communication et publicité,.
En 2009, une rétrospective des films de Raphael Rebibo est présentée dans les cinémathèques de Tel Aviv, Jérusalem, Haïfa,
En 2016, il tourne Amor, produit par Magora Productions Fret Transfax Films (Il).

## Filmographie

### Cadreur, cadreur assistant
- 1974 : Le Dessous du ciel, série télévisée de Roger Gillioz, photographie de Roger Fellous
- 1974 : Les Divorcés (Le Haut Mal), de Louis Grospierre, photographie de Roger Fellous

### Réalisateur

#### Courts métrages[5]
- Le Laitier
- Le Repas du soir
- Le Coursier

#### Longs métrages
- 1975 : La Bulle (ou L'Arrestation), avec Bernard Le Coq, Catherine Lachens et François Maistre
- 1984 : Edut Me'Ones (Forced Testimony) avec Anat Atzmon et Uri Gavriel
- 1988 : Makom L'yad Hayam (A Place by the Sea) avec Anat Tzahor et Alon Abutbul
- 2016 : Amor avec Liron Levo, Or Ilan, Dan Turgeman, Anat Atzmon, Nataly Attiya, Gil Alon (en), Tamar Shem Or, Shosha Goren (en), Naama Amit, Gal Friedman, Gérald Akhimoff et Moshe Ivgy[6]

### Scénariste
- 1975 : La Bulle (ou L'Arrestation)
- 1984 : Edut Me'Ones (coécrit avec Eli Tabor)
- 1988 : Makom L'yad Hayam
- 2016 : Amor

- L'Abeille brésilienne
- Le Soleil de Nora
- Lune d'argent
- Hôtel 5 étoiles
- Bac plus
- Née pour chanter
- Les Filles de Carla
- Al Bosco
- Feng-Po-Po
- Le Duc

### Producteur exécutif
- 1973 : Le Troisième Cri, long métrage suisse d'Igaal Niddam
- 1974 : Les Divorcés (Le Haut Mal), long métrage suisse de Louis Grospierre (producteur délégué)
- 1975 : La Bulle
- 1988 : Makom L'yad Hayam
- 2016 : Amor (producteur délégué)

### Distributeur

#### En Israël
- 1977 : Padre padrone des Frères Taviani

#### En Suisse
- 1981 : Te souviens-tu de Dolly Bell ? d'Emir Kusturica, Lion d'or de la première œuvre du festival de la Mostra de Venise.
- 1982 : Yes, Giorgio, de Franklin J. Schaffner.
- 1985 : Papa est en voyage d'affaires d'Emir Kusturica, Palme d'Or du Festival de Cannes, film qui a fait l'ouverture du Festival de Locarno.

## Distinctions
- Golden Dove Award (« Colombe d'or »), Grand Prix du Festival international des Amériques 1977 de Saint Thomas (Îles Vierges des États-Unis)[1]